# Cement Shoes Records
Cement Shoes Records (CSR) est un label indépendant américain de rock, anciennement basé à Hollywood, en Californie.

## Histoire
Le label est fondé en 2006 par l'union de Daniel Catullo (fondateur de la compagnie audiovisuel Coming Home Studios), Peter Koepke (ancien président de London Records) et le joueur de baseball Jimmy Rollins. C'est durant cette même année que les premières signatures s'enchainent : d'abord le groupe Godhead (eux-mêmes ex-première signature du regretté label de Marilyn Manson), sous lequel sort la même année l'album The Shadow Line. Suit le groupe latino américain Ill Niño, la plus grosse signature du label, qui avait vendu auparavant presque un million de disques sous leur ancien label Roadrunner Records et qui édite quelques semaines plus tard un EP The Undercover Session (limité à 25 000 exemplaires). Arrivent ensuite des formations comme Revolution Mother, Râ, The Dreaming, et Lo Mass Republic.
Mais les charges et problèmes financiers commencent à arriver pour le label dont les faibles ventes ne parviennent pas à combler le déficit. Paradoxalement, c'est Ill Niño qui pâtit de cette situation. Le label doit repousser la sortie de leur disque Enigma de six mois (juillet 2007 à janvier 2008) pour finalement ne sortir officiellement qu'en mars 2008 aux États-Unis et avril 2008 en Europe dans l'indifférence la plus totale. En effet, sans liquidité, le label californien est incapable d'assurer la moindre promo à son groupe et ne peut même pas éditer les deux clips vidéos tourné par Ill Niño durant l'année 2007.
Las de la situation, Godhead s'exile dès octobre 2007 au profit de Driven Music Group, Râ part en mars 2008 chez Sahaja Music Recordings, puis suivent The Dreaming vers EMI. L'année suivante, c'est Revolution Mother qui quitte le navire pour Ferret Music. Ill Niño annonce son départ officiellement en mars 2009, et ne signe chez Victory Records qu'un an après.
Au début de 2010, on apprend que l'album Enigma de Ill Niño, la plus grosse vente du label avec 80 000 exemplaires écoulés[réf. nécessaire], est retiré des plates-formes de téléchargements numériques (tels que iTunes) car plusieurs membres du staff ayant participé à la réalisation du disque (ingénieurs du son...) ne sont toujours pas payé. Il faut attendre plusieurs mois pour que le disque réapparaisse sous la bannière AFM Records, un label allemand qui a distribué les deux premiers albums du groupe chez Victory Records en Europe.
Pendant longtemps le statut de CSR reste inconnu : Jimmy Rollins crée un autre label fin 2007 : Bay Sluggas, Inc., et les groupes étiquetés sous le label plient bagages les uns après les autres. En 2012, le site officiel qui n'est plus actualisé depuis 4 ans disparait de la toile, confirmant la disparition définitive du label.

## Groupes et artistes
Les groupes et artistes ayant signé au label incluent notamment : Godhead, Ill Niño, Râ, The Dreaming, Revolution Mother, et Lo Mass Republic.

## Discographie
- 2006 : Godhead - The Shadow Line
- 2006 : Ill Niño - The Undercover Session
- 2006 : Râ - Raw (album live)[7]
- 2007 : Revolution Mother - Glory Bound
- 2008 : Ill Niño - Enigma